# 4176 Sudek
4176 Sudek је астероид главног астероидног појаса. Приближан пречник астероида је 30,00 ,
а средња удаљеност астероида од Сунца износи 3,099 астрономских јединица (АЈ).
Инклинација (нагиб) орбите у односу на раван еклиптике је 2,598 степени, а орбитални период износи 1993,511 дана (5,457 година). Ексцентрицитет орбите астероида износи 0,143.
Апсолутна магнитуда астероида износи 11,90 а геометријски албедо 0,034.
Астероид је откривен 24. фебруара 1987. године.